# Голд, Отто
О́тто Голд (чеш. Otto Gold) — фигурист из Чехословакии, серебряный призёр чемпионата Европы 1930 года в мужском одиночном катании.

## Биография
После эмиграции из Чехословакии в 1938 году в Канаду, более 40 лет проработал тренером в Ванкувере, Торонто, Коннектикуте и Лейк-Плэсиде. Голд открыл первую в Канаде школу фигурного катания в Китченер, провинция Онтарио. Многие его ученики стали чемпионами Канады, чемпионами мира и Олимпийских игр.

## Спортивные достижения

### Мужчины
| Соревнования/Сезоны | 1930 |
| ------------------- | ---- |
| Чемпионаты Европы   | 2    |